# Маринькалнс
Маринькалнс (латыш. Māriņkalns) — населённый пункт в Алуксненском крае Латвии. Административный центр Зиемерской волости. Расположен на пересечении дорог V383 и V384. Расстояние до города Алуксне составляет около 9 км. По данным на 2013 год, в населённом пункте проживало 239 человек.

## История
В 1970-х годах населённый пункт был центром Зиемерского сельсовета Алуксненского района. В селе располагался колхоз «Страуме».